# Tor Isedal
Tor Isedal (Norrköping, 20 luglio 1924 – Nynäshamn, 18 febbraio 1990) è stato un attore svedese.

## Filmografia parziale

### Cinema
- La fontana della vergine (Jungfrukällan), regia di Ingmar Bergman (1960)
- Ormen - La frusta del sesso (Ormen), regia di Hans Abramson (1965)
- Pippi Calzelunghe e i pirati di Taka-Tuka (Pippi Långstrump på de sju haven), regia di Olle Hellbom (1970)
- Le pecorelle del reverendo (Kyrkoherden), regia di Torgny Wickman (1970)
- L'ultimo giorno di lavoro di una prostituta (Dagmars heta trosor), regia di Vernon P. Becker (1971)
- Exponerad, regia di Gustav Wiklund (1971)

### Televisione
- Drottningens juvelsmycke - miniserie TV, 3 episodi (1967)
- Söderkåkar - miniserie TV, 6 episodi (1970)
- Nisse och Greta - miniserie TV, 2 episodi (1975)